# پریکاتان ناسیونال
اتحاد ملی (به انگلیسی: National Alliance) یا پریکاتان ناسیونال (مالایی: Perikatan Nasional ; اختصار: PN) یک ائتلاف سیاسی متشکل از حزب بومی‌تباران متحد مالزی (BERSATU)، حزب اسلامی مالزی (PAS)، حزب جنبش مردمی مالزی (Parti Gerakan Rakyat Malaysia; GERAKAN) است. حزب ترقی‌خواه صباح (SAPP) و حزب  هندی‌های مالزی (Parti Rakyat India Malaysia; MIPP) است که پیش از این ائتلاف، تحت عنوان انجمن اتحاد احزاب مالزی (مالایی: Persatuan Perikatan Parti Malaysia) فعالیت داشت. این فراکسیون، با در اختیار داشتن ۷۴ کرسی در دوان راکیات، پس از پاکاتان هاراپان (PH) با در اختیار داشتن ۸۱ کرسی، دومین ائتلاف سیاسی بزرگ است.
پریکاتان ناسیونال در آغاز بحران سیاسی مالزی در سال ۲۰۲۰ با هدف جایگزینی دولت پاکاتان هاراپان (PH) شکل گرفت. شانزدهمین یانگ دی‌پرتوان آگونگ، عبدالله پاهانگ، محی‌الدین یاسین را که در آن زمان رهبر واقعی پریکاتان ناسیونال (PN) بود، به عنوان هشتمین نخست‌وزیر مالزی منصوب کرد و ائتلاف سیاسی غیررسمی را وارد دولت کرد. این ائتلاف از ماه مارس ۲۰۲۰ تا نوامبر ۲۰۲۲ درون یک دولت ائتلافی به همراه باریسان ناسیونال (BN)، حزب اتحاد ساراواک (Gabungan Parti Sarawak) (GPS)، اتحاد مردم صباح (Gabungan Rakyat Sabah) (GRS) و سایر احزاب سیاسی قرار داشت. این ائتلاف از مارس ۲۰۲۰ تا اوت ۲۰۲۱، دولت ائتلافی را تحت ریاست محی‌الدین به عنوان نخست‌وزیر هدایت کرد. پس از اینکه محی‌الدین، به دلیل عدم حمایت سازمان ملی مالایی‌تباران متحد (UMNO) و از دست دادن حمایت اکثریت در دوان راکیات، از مقام نخست‌وزیری استعفا داد، دولت ائتلافی از اوت ۲۰۲۱ تا ماه نوامبر ۲۰۲۲، توسط نایب رئیس حزب سازمان ملی مالایی‌تباران متحد (UMNO)، اسماعیل صبری یعقوب در مقام نخست‌وزیر به فعالیت مشغول بود. به دنبال انتخابات سراسری در نوامبر ۲۰۲۲، یک دولت ائتلافی جدید متشکل از PH, BN, GPS, GRS و سایر احزاب سیاسی به رهبری پاکاتان هاراپان (PH) و ریاست انور ابراهیم در مقام نخست‌وزیر، شکل گرفت. سپس پریکاتان ناسیونال (PN) یک تشکل اپوزیسیون را هدایت کرد که تحت رهبری دبیرکل آن، حمزه زین‌الدین قرار داشت.